# Changtan (köpinghuvudort i Kina, Hubei Sheng, lat 31,00, long 112,73)
Changtan är en köpinghuvudort i Kina. Den ligger i provinsen Hubei, i den centrala delen av landet, omkring 160 kilometer väster om provinshuvudstaden Wuhan. Antalet invånare är 18 311. Befolkningen består av 8 972 kvinnor och 9 339 män. Barn under 15 år utgör 10,0 %, vuxna 15-64 år 79 %, och äldre över 65 år 10,0 %.
Runt Changtan är det ganska tätbefolkat, med 222 invånare per kvadratkilometer. Närmaste större samhälle är Chaihu, 13,6 km väster om Changtan. Trakten runt Changtan består till största delen av jordbruksmark.
Genomsnittlig årsnederbörd är 1 225 millimeter. Den regnigaste månaden är maj, med i genomsnitt 180 mm nederbörd, och den torraste är december, med 15 mm nederbörd.